# Tomate de Santorini
El tomate de Santorini (Ντοματάκι Σαντορίνης Ntomatáki Santorínis) es una variedad de tomate cherri originado en Thira (o Santorini), isla de Grecia. El tomate de Santorini, a pesar de su tamaño, tiene un intenso sabor. Popularmente también se afirma que el tomate Santorini fue la primera variedad del grupo de «tomates cherris» y que a partir de él surgieron las demás variedades de cherri. Agrónomos descubrieron que su tamaño pequeño se debe al clima seco y a los suelos de esta isla volcánica, limitados en nutrientes. No obstante, un libro botánico de 1623, Pinax Theatri Botanici, ya describe a los tomates como «una agrupación parecida a las cerezas».
En 2013 la Comisión Europea le concedió al tomate de Santorini la Denominación de Origen Protegida (DOP) y la Indicación Geográfica Protegida (IGP).

## Historia
Un abad del monasterio capuchino en Ano Syros (Cícladas) trajo los primeros tomates cherri a Grecia en 1818. La variedad de tomate comenzó a cultivarse regularmente en 1875. En la década de 1900, se cosechaban regularmente 81 000 m² de tomates en Santorini. La producción de tomate ha disminuido desde este momento debido a diversos problemas ambientales, políticos y turísticos.